# Rasim Musabeyov
Rasim Musabeyov, parfois connu sous le nom de Rasim Musabekov (en azéri : Rasim Musabəyov ; en russe : Расим Мусабеков), est un homme politique et un politologue azerbaïdjanais, né le 1er janvier 1951 à Bakou (RSS d'Azerbaïdjan). Il est spécialiste de la résolution de conflits.
Il est conseiller d'État en politique étrangère pour le Président de la République d'Azerbaïdjan de 1991 à 1993,. Depuis 2010, il représente le raïon de Nizami (en) à l'Assemblée nationale de l'Azerbaïdjan.
Il est l'auteur de plus de 100 articles et ouvrages.